# Campeonato Mundial de Tiro de 1930
El XXVII Campeonato Mundial de Tiro se celebró en Amberes (Bélgica) en el año 1930 bajo la organización de la Federación Internacional de Tiro Deportivo (ISSF) y la Real Federación Belga de Tiro Deportivo.

## Resultados

### Masculino
| Evento                                   | Oro                                   | Plata                                  | Bronce                              |
| ---------------------------------------- | ------------------------------------- | -------------------------------------- | ----------------------------------- |
| Rifle 3 posiciones 300 m                 | Einari Oksa · Finlandia · 1111 pts.   | Harry Renshaw Estados Unidos 1110 pts. | Josias Hartmann · Suiza · 1099 pts. |
| Rifle 3 posiciones 300 m (equipos)       | Estados Unidos 5441                   | Suiza · 5407                           | Finlandia · 5337                    |
| Rifle en pos. tendida 300 m              | Kullervo Leskinen · Finlandia · 389   | Sven-Oscar Lindgren · Finlandia · 386  | Fernand Demierre · Suiza · 385      |
| Rifle en pos. de rodillas 300 m          | Russell Seitzinger Estados Unidos 375 | Jakob Reich · Suiza · 375              | Emmett Swanson Estados Unidos 372   |
| Rifle en pos. de pie 300 m               | Einari Oksa · Finlandia · 359         | Josias Hartmann · Suiza · 351          | Harry Renshaw Estados Unidos 348    |
| Rifle militar 3 posiciones 300 m         | Karl Zimmermann · Suiza · 472         | Camillo Isnardi Italia 456             | Georges Roes Francia 449            |
| Rifle militar en pos. tendida 300 m      | Karl Zimmermann · Suiza · 180         | Camillo Isnardi Italia 169             | Lucien Génot Francia 165            |
| Rifle militar en pos. de rodillas 300 m  | Karl Zimmermann · Suiza · 168         | Wilhelm Schnyder · Suiza · 159         | François Lafortune · Bélgica · 156  |
| Rifle militar en pos. de pie 300 m       | Christiaan Both · Países Bajos · 147  | Rudolf Brachtl Checoslovaquia 138      | Wilhelm Schnyder · Suiza · 137      |
| Rifle en pos. tendida 50 m               | Sven-Oscar Lindgren · Finlandia · 392 | Kullervo Leskinen · Finlandia · 392    | Erhard Kubstrup Dinamarca 390       |
| Rifle en pos. tendida 50 m (equipos)     | Dinamarca 1926                        | Finlandia · 1924                       | Estados Unidos 1900                 |
| Rifle en pos. de rodillas 50 m           | Emmet Swanson Estados Unidos 382      | Kullervo Leskinen · Finlandia · 382    | Einari Oksa · Finlandia · 381       |
| Rifle en pos. de rodillas 50 m (equipos) | Estados Unidos 1877                   | Finlandia · 1863                       | Dinamarca 1843                      |
| Rifle en pos. de pie 50 m                | P.J. Pedersen Dinamarca 368           | Erhard Kubstrup Dinamarca 368          | Harry Renshaw Estados Unidos 368    |
| Rifle en pos. de pie 50 m (equipos)      | Estados Unidos 1804                   | Bélgica · 1794                         | Dinamarca 1770                      |
| Pistola 50 m                             | Jean Révilliod de Budé · Suiza · 538  | Marcel Lafortone · Bélgica · 535       | Wilhelm Schnyder · Suiza · 533      |
| Pistola 50 m (equipos)                   | Suiza · 2649                          | Francia 2535                           | Dinamarca 2520                      |

## Medallero
| Núm. | País           | Oro | Plata | Bronce | Total |
| ---- | -------------- | --- | ----- | ------ | ----- |
| 1    | Suiza          | 5   | 4     | 4      | 13    |
| 2    | Estados Unidos | 5   | 1     | 4      | 10    |
| 3    | Finlandia      | 4   | 5     | 2      | 11    |
| 4    | Dinamarca      | 2   | 1     | 4      | 7     |
| 5    | Países Bajos   | 1   | 0     | 0      | 1     |
| 6    | Bélgica        | 0   | 2     | 1      | 3     |
| 7    | Italia         | 0   | 2     | 0      | 2     |
| 8    | Francia        | 0   | 1     | 2      | 3     |
| 9    | Checoslovaquia | 0   | 1     | 0      | 1     |
|      | TOTAL          | 17  | 17    | 17     | 41    |